# Oeneis buddha
Oeneis buddha är en fjärilsart som beskrevs av Grum-grshimailo 1891. Oeneis buddha ingår i släktet Oeneis och familjen praktfjärilar. Inga underarter finns listade i Catalogue of Life.